# La Marne
La Marne település Franciaországban, Loire-Atlantique megyében. Lakosainak száma 1578 fő (2022. január 1.). La Marne La Limouzinière, Machecoul-Saint-Même, Paulx, Saint-Étienne-de-Mer-Morte és Saint-Philbert-de-Grand-Lieu községekkel határos.

## Népesség
A település népességének változása:
| Lakosok száma | 788  | 798  | 835  | 1328 | 1371 | 1442 | 1503 | 1621 | 1606 | 1578 |
|               | 1968 | 1982 | 1990 | 2006 | 2013 | 2015 | 2017 | 2019 | 2020 | 2022 |